# Działoczyny

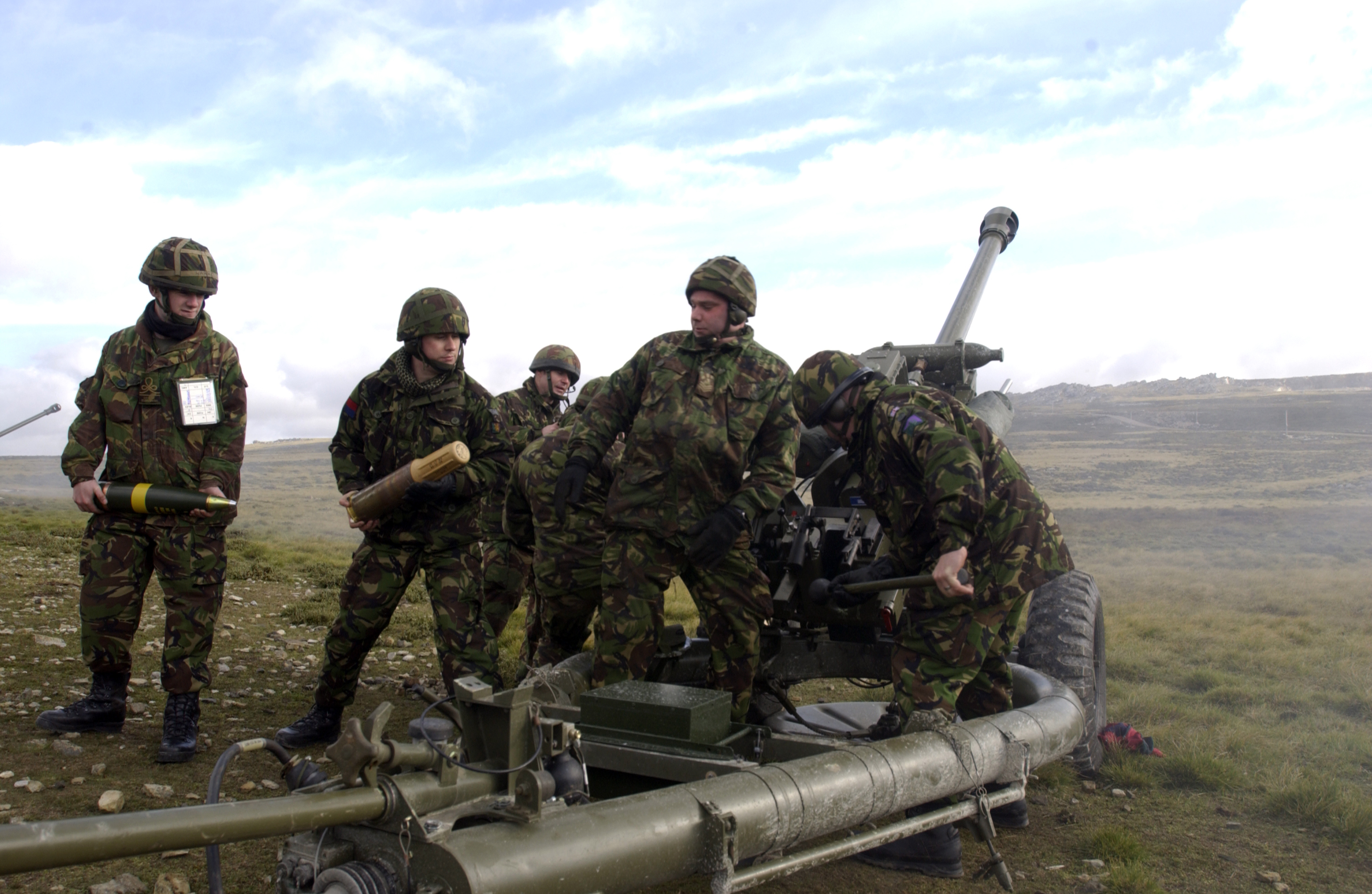
Działoczyny wykonywane przez obsługę brytyjskiej haubicy L118

Działoczyny – zespół czynności wykonywanych przez obsługę działa, które obejmują:
- zajmowanie stanowiska ogniowego,
- przygotowanie działa do prowadzenia ognia,
- prowadzenie ognia,
- sprawną obsługę działa i  bezpieczne obchodzenie się z amunicją,
- przygotowanie działa do manewrów, transportu oraz opuszczenia stanowiska ogniowego.

Podczas działoczynów każdy członek obsługi wykonuje z góry ustalone, przydzielone mu czynności do których został specjalistycznie przeszkolony.